# 祖斯馬·洛迪古斯·蘇沙·羅拔圖

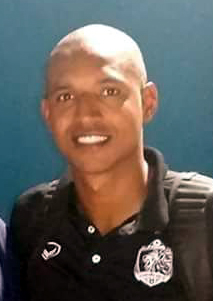

祖斯馬·洛迪古斯·蘇沙·羅拔圖（Josimar Rodrigues Souza Roberto，1987年8月16日—），一般称作祖斯馬，生于巴西，巴西职业足球运动员，现效力于日本職業足球联赛（J2）球会甲府風林队。